# Марк, Марианна фон дер
Марианна Дидерика Фридерика Вильгельмина фон дер Марк (нем. Marianne Diderica Friederike Wilhelmine von der Mark; 29 января 1780, Бабельсберг — 11 июня 1814, Париж) — внебрачная дочь короля Пруссии Фридриха Вильгельма II и графини Вильгельмины фон Лихтенау.

## Биография
Две старшие сестры Марианны умерли на первом году жизни, брат Александр фон дер Марк умер ребёнком. Марианна вышла замуж 17 марта 1797 года за наследного графа Фридриха Штольберг-Штольбергского (1769—1805), но развелась с ним уже в 1799 году. Их общая дочь — поэтесса Луиза Штольбергская. 14 марта 1801 года Марианна фон дер Марк вышла замуж за барона Каспара фон Миасковски и развелась с ним после рождения дочери Жозефины. В 1807 году графиня фон дер Марк вышла замуж в третий раз за Этьена де Тьерри (ум. 1843), в этом браке родились две дочери. Старшая дочь Евгения вышла замуж за единокровного брата Марианны Густава Адольфа Вильгельма фон Ингенгейма, сына короля Фридриха Вильгельма II и Юлии фон Фосс. Похоронена на Пер-Лашез.

## Потомки
- Луиза Штольбергская (1799—1875), замужем за Иосифом Штольберг-Штольбергским (1771—1839)
- Жозефина (ум. 1862), замужем за прусским офицером Адольфом фон Кёнигсмарком (1802—1875), их дочь Елизавета вышла замуж за поэта Ганса фон Путлица
- Евгения де Тьерри (1808—1881), замужем за Густавом Адольфом Вильгельмом фон Ингенгеймом